# My Ticket Home
My Ticket Home — американская метал-группа, сформированная в 2008 году в Огайо. За время своего существования группа выпустила три номерных альбома и два мини-альбома. В первых записях группа смешивала металкор с пост-хардкором, а затем с ню-металом, перейдя в ню-металкор. Группа называет свой стиль «puke rock».

## Состав
Текущий состав
- Ник Джиументи – экстрим-вокал (2009—настоящее время), бас-гитара, чистый вокал (2013–настоящее время), гитара (2008–2009)
- Маршал Джиументи – ударные (2008—настоящее время), бэк-вокал (2013—настоящее время)
- Мэтт Галукси – гитара (2011—настоящее время), бэк-вокал (2013—настоящее время)
- Дерек Блевинс – гитара, чистый вокал (2011—настоящее время)

Бывшие участники
- Джереми Флауэрс – вокал (2008—2009)
- Ник Салеми – клавишные, вокал (2008—2009)
- Мэтт Сейдел – гитара (2009)
- Эли Форд – гитара (2009—2011)
- Шон Маковски – гитара (2008—2011), чистый вокал (2009—2011)
- Люк Флетчер – бас-гитара, бэк-вокал (2008—2013)

Временная шкала

## Дискография

### Альбомы
| Год  | Название         | Лейбл     |
| ---- | ---------------- | --------- |
| 2012 | To Create a Cure | Rise      |
| 2013 | Strangers Only   | Rise      |
| 2017 | UnReal           | Spinefarm |

| Год  | Название              | Лейбл    |
| ---- | --------------------- | -------- |
| 2009 | Above the Great City  | самиздат |
| 2010 | The Opportunity to Be | Rise     |

### Синглы
| Год  | Название песни           | Альбом            |
| ---- | ------------------------ | ----------------- |
| 2012 | A New Breed              | To Create a Cure  |
| 2018 | We’re in This Together   | Неальбомный сингл |
| 2018 | Through The Needle’s Eye | Неальбомный сингл |

## Видеография
| Год  | Название              | Альбом           |
| ---- | --------------------- | ---------------- |
| 2012 | A New Breed           | To Create a Cure |
| 2014 | Hot Soap              | Strangers Only   |
| 2014 | Spit Not Chewed       | Strangers Only   |
| 2015 | Ayahuasca             | Strangers Only   |
| 2017 | Hyperreal             | UnReal           |
| 2018 | Flypaper              | UnReal           |
| 2018 | Time Kills Everything | UnReal           |